# L'Étoile des étoiles
Pour les articles homonymes, voir Down to Earth.
Pour plus de détails, voir Fiche technique et Distribution.

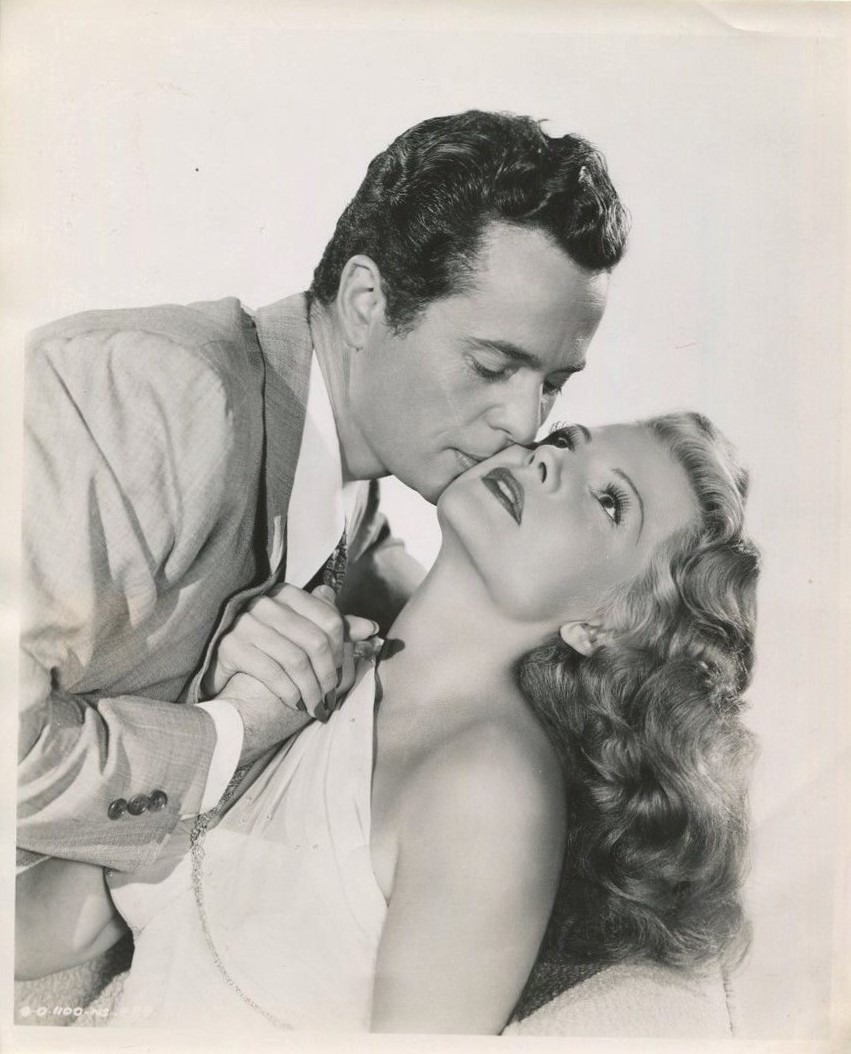
Larry Parks et Rita Hayworth

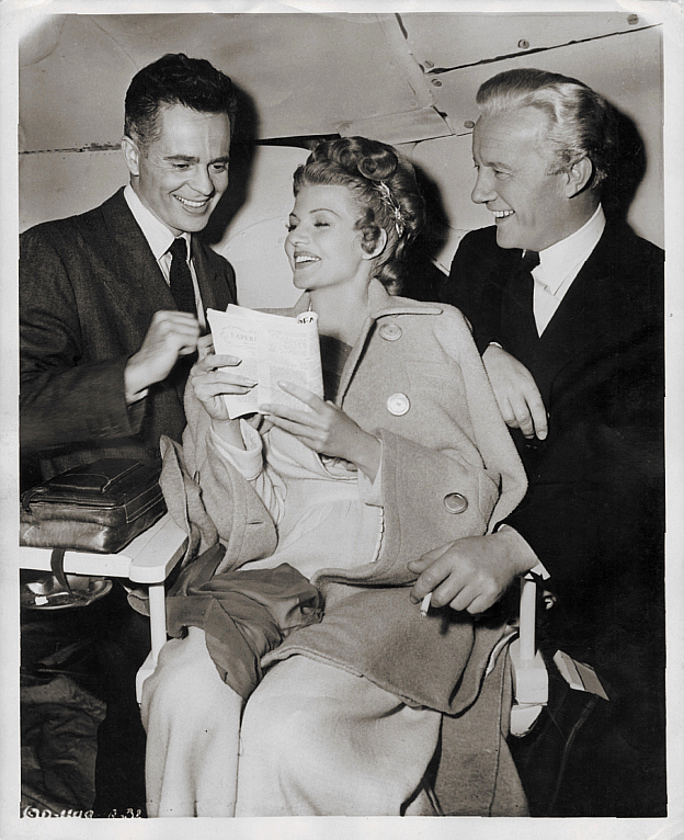
Larry Parks, Rita Hayworth et Roland Culver sur le tournage du film

L'Étoile des étoiles (Down to earth) est un film musical américain réalisé par Alexander Hall, sorti en 1947.
Il s'agit de la suite du film Le Défunt récalcitrant (Here comes Mr. Jordan), déjà réalisé par Alexander Hall, avec Edward Everett Horton et James Gleason reprenant les mêmes rôles, alors que Roland Culver remplace Claude Rains dans le rôle de Mr Jordan. Le scénario de cette suite a inspiré un remake : Xanadu, réalisé en 1980.

## Synopsis
Dans un monde où existe l'au-delà, et où les créatures mythologiques sont bien réelles, Terpsichore (Rita Hayworth) est la Muse du théâtre et du chant. Elle vit avec les huit autres Muses au sommet de leur montagne. Un jour, elle se prend à observer le montage d'une comédie musicale sur Terre, qui relate l'histoire des mythologiques Muses des arts. Le directeur de celle-ci est Danny Miller (Larry Parks), et Terpsichore juge ses idées beaucoup trop provocantes et laissant paraître les Muses pour des dévergondées.
Elle va trouver les personnes chargées d'envoyer « ceux qui ont fait leur temps sur Terre » au paradis. Ils acceptent de lui faire faire le chemin inverse car elle avance que son dessein est de participer à la comédie musicale pour aider son metteur en scène.Elle réussit à se faire engager par lui. En le manipulant par les sentiments, elle parvient à modifier les passages du spectacle qui lui déplaisent. Mais de réels sentiments naissent en elle pour Danny Miller et ils sont réciproques.
Le jour de la représentation, ce n'est pas le succès attendu. 
Le public regrette que cette comédie soit trop sérieuse et ennuyante.
Danny veut jouer le spectacle tel qu'il l'avait créé avant que Terpsichore ne le modifie. Celle-ci abandonne la troupe de colère.
Un envoyé des cieux ne permet pas qu'elle y remonte car elle n'a pas réalisé l'objectif officiel qui était d'aider le metteur en scène. Ce messager lui montre que ce Danny Miller a mis en jeu sa vie sur un pari qui dépend du succès de son spectacle. Terpsichore qui est prise d'affection pour lui renonce à son projet, et retourne jouer la comédie en se conformant aux exigences de Danny.
Le spectacle est effectivement une réussite cette fois-ci. Terpsichore, bien qu'elle soit heureuse avec le mortel qu'elle aime, doit retourner chez elle maintenant que sa mission est finie, à regret.
Elle fait jurer à Danny de toujours l'aimer et ne pas oublier qu'ils se reverront.
Un jour, il arrive au passage de son monde à celui de sa bien-aimée, où elle l'y attend.

## Fiche technique
- Titre : L'Étoile des étoiles
- Titre original : Down to earth
- Réalisation : Alexander Hall
- Scénario : Edwin Blum et Don Hartman d'après la pièce Heaven Can Wait d'Harry Segall
- Photographie : Rudolph Maté
- Montage : Viola Lawrence
- Musique : George Duning et Heinz Roemheld
- Direction musicale : Morris Stoloff
- Chorégraphie : Jack Cole
- Direction artistique : Stephen Goosson et Rudolph Sternad
- Décors : William Kiernan
- Costumes : Jean Louis
- Producteur : Don Hartman
- Société de production : Columbia Pictures
- Pays de production :  États-Unis
- Langue originale : anglais
- Format : couleur (Technicolor) – 35 mm – 1,37:1 – mono (Western Electric Recording)
- Genre : film musical, comédie romantique et fantastique
- Durée : 101 minutes
- Dates de sortie :
  - États-Unis : 21 août 1947
  - France : 21 août 1949

## Distribution
- Rita Hayworth (doublée au chant par Anita Ellis (en))(VF : Danièle Douet) : Terpsichore / Kitty Pendleton
- Larry Parks (VF : Nicolas Marié) : Danny Miller
- Marc Platt (VF : Bertrand Liebert) : Eddie
- Roland Culver (VF : Michel Prud'homme) : Mr. Jordan
- Edward Everett Horton (VF : Michel Dodane) : le messager 7013
- James Gleason (VF : Philippe Dumat) : Max Corkle
- George Macready (VF : Michel Ruhl) : Joe Manion
- Adele Jergens (doublée au chant par Kay Starr)(VF : Céline Monsarrat) : Georgia Evans
- Jean Willes : Betty
- Kathleen O'Malley : Dolly
- William Haade : Spike
- William Frawley : le lieutenant de police
- James Burke : le détective Kelly
- Dorothy Brady : « La Nouvelle Terpsichore »
- Jean Del Val (non crédité) : le croupier
- Mary Forbes (non créditée) : Mme Fenimore Hume
- Myron Healey (non crédité) : le pilote Sloan
- Arthur Blake (non crédité) : Nathaniel Somerset

Doublage réalisé chez Dubbing Brothers, sous la direction d'Arlette Thomas.

Note : Les noms mentionnés proviennent du deuxième doublage français. Dans le premier doublage français, Rita Hayworth était doublée par Raymonde Devarennes pour la partie dialoguée et par Colette Mars pour la partie chantée.